# João Vatatzes (século XIV)

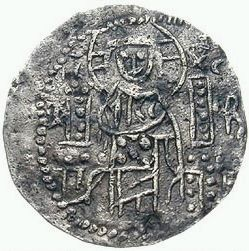
Moeda de prata de r.

João Vatatzes ou Batatzes (em grego:  Ἰωάννης Βατάτζης ;m. 1345) foi um magnata e oficial bizantino do segundo quarto do século XIV, com papel proeminente na Guerra civil bizantina de 1341-1347.

## História
Nascido de uma família sem prestígio, Vatatzes conseguiu acumular uma grande fortuna e comprou a posição de apografeu (apographeus; oficial de impostos) de Tessalônica em 1333. No mesmo ano, também foi nomeado protocínego (protokynegos; caçador-chefe da corte). Com a irrupção da guerra civil em 1341, inicialmente se aliou com João VI Cantacuzeno (r. 1347–1354), comandando as tropas de Demótica (Didimoteico), mas, no início de 1342, mudou para o lado da imperatriz-mãe Ana de Saboia. Recebeu o cargo de grande cartulário em 1342 e foi por um breve período o governador de Tessalônica em 1343. Vatatzes cimentou sua aliança com a regência também por laços matrimoniais: seu filho se casou com uma filha do patriarca de Constantinopla João XIV Calecas e uma de suas filhas se casou com o filho do poderoso mega-duque Aleixo Apocauco. Apesar disso, no verão de 1344, desertou novamente para o lado de Cantacuzeno, rendendo diversas fortalezas a ele. Em gratidão, Cantacuzeno nomeou-o grande estratopedarca.
Logo depois, Vatatzes derrotou um exército da regência sob um tal Aplesfares e casou uma de suas filhas com o emir dos sarucânidas, um dos aliados turcos de Cantacuzeno. Após a morte de Apocauco em 1345, Vatatzes tentou mais uma vez se reaproximar da regência prometendo trazer consigo uma aliança com o Beilhique de Saruhan. De acordo com o relato das memórias de Cantacuzeno, ele próprio enviou-lhe por duas vezes mensagens rogando que parasse com essas articulações traidoras, oferendo-lhe perdão e honras. Vatatzes recusou-se, cruzou o Dardanelos e invadiu a Trácia com um exército turco e ordenou-lhes que atacassem algumas cidades mantidas por Cantacuzeno. Os turcos se recusaram e o assassinaram em Garela, levando seu filho e toda a sua corte como escravos de volta para casa.